# جوليا (ابنة قيصر)
كانت جوليا (ولدت حوالي 82 ق.م أو 76 ق.م إلى 54 ق.م) هي ابنة الديكتاتور الروماني يوليوس قيصر من قبل زوجته الأولى أو الثانية كورنيليا، وطفله الوحيد من زواجه. أصبحت جوليا الزوجة الرابعة لـ بومبيوس الكبير وقد اشتهرت بجمالها وفضيلتها.